# Strada nazionale 8 (Cambogia)
La strada nazionale 8 (spesso indicata sulle mappe come NH8, "National Highway 8") è una delle principali strade statali della Cambogia. È asfaltata per l'intero percorso ed è composta da una carreggiata unica con due corsie di marcia.

## Percorso
La NH8 ha inizio dal ponte Prek Tamak sul Mekong che la collega alla strada nazionale 6A e si sviluppa verso est incrociando la strada nazionale 11 ed attraversando la provincia di Prey Veng fino al confine con il Vietnam dove si piega verso nord. Dopo un percorso di circa 124 km termina presso il villaggio di Ponhea Krek confluendo nella strada nazionale 7.